# Præsidentvalget i Aserbajdsjan 2013
Præsidentvalget i Aserbajdsjan 2013 blev afholdt den 9. oktober. Resultatet blev af den fungerende præsident Ilham Aliyev med 84.5% af stemmerne forblev på posten.

## Resultater
| Kandidater                | Parti                                 | Stemmer   | %     |
| ------------------------- | ------------------------------------- | --------- | ----- |
| Ilham Aliyev              | New Azerbaijan Party                  | 3,126,113 | 84.54 |
| Jamil Hasanli             | National Council of Democratic Forces | 204,642   | 5.53  |
| Igbal Aghazade            | Party of Hope                         | 88,723    | 2.40  |
| Gudrat Hasanguliyev       | Whole Azerbaijan Popular Front Party  | 73,702    | 1.99  |
| Zahid Oruj                | Uafhængighed                          | 53,839    | 1.45  |
| Ilyas Ismayılov           | Justice Party                         | 39,722    | 1.07  |
| Araz Alizade              | Social Democratic Party               | 32,069    | 0.87  |
| Faraj Guliyev             | National Revival Movement Party       | 31,926    | 0.86  |
| Hafiz Hajiyev             | Modern Equality Party                 | 24,461    | 0.66  |
| Sardar Mammadov           | Azerbaijan Democratic Party           | 22,773    | 0.62  |
| Invalid/blank votes       | Invalid/blank votes                   | 36,622    | –     |
| Total                     | Total                                 | 3,734,592 | 100   |
| Registered voters/turnout | Registered voters/turnout             | 5,214,787 | 71.62 |
| Source: CEC               |                                       |           |       |